# Келены
Келены (лат. Celaenae, др.-греч. Κελαιναί) — большой цветущий торговый город в Южной Фригии, расположенный близ границы с Писидией на большом торговом пути на Восток, древняя столица Фригии и сатрапии Великая Фригия во время владычества персов близ истоков Меандра, с цитаделью (акрополем) на крутой вершине, укреплённым дворцом под акрополем и парком Кира Младшего. Парк был полон диких зверей, на которых Кир охотился верхом. В Келенах находились истоки Меандра и Марсия (лат. Marsyas, др.-греч. Μαρσύας), притока Меандра. Здесь происходит действие в известном мифе о силене Марсии. По фригийскому преданию Аполлон содрал кожу с Марсия, одержав над ним победу в музыкальном соревновании, и повесил её в Келенах в пещере, откуда берут свое начало истоки реки, поэтому названной Марсий. Ныне развалины близ турецкого города Динар в иле Афьонкарахисар.
По Геродоту исток реки не менее значительной, чем Меандр по имени Катарракт (др.-греч. Καταρράκτης — водопад) находился на агоре Келен. По Ксенофонту истоки Меандра находились во дворце Келен, река протекала посередине парка и через город, у дворца находились истоки Марсия, который также протекает через город. По Курцию Руфу река Марсий низвергалась с вершины горы водопадом, называлась в городе Марсий, а за его пределами — Лик (лат. Lycus, др.-греч. Λύκος). По Страбону истоки Меандра и Марсия находились в озере над Келенами, где растёт тростник, годный для мундштуков флейт (авлоса).
Согласно Геродоту персы под предводительством Ксеркса переправились через реку Галис и прибыли в Келены в ходе подготовки к походу в Грецию (480—479 до н. э.). В Келенах им устроил роскошный приём Пифий, один из богатейших людей своего времени.
По преданию, возвращаясь после поражения в 480 году до н. э. Ксеркс построил укреплённый дворец и акрополь Келен.
Под предлогом подготовки похода в Писидию Кир Младший весной 401 года до н. э. прибыл из Колоссов в Келены. Кир пробыл в Келенах 30 дней. К нему присоединился здесь лакедемонский изгнанник Клеарх. Здесь Кир произвел смотр войску. Отсюда он прошел к городу Пельты.
Цитадель Келен была неприступной, в 333 году до н. э. её гарнизон состоял из тысячи карийцев и сотни греков, поставленных сатрапом Фригии. Александр Македонский не стал осаждать её и заключил перемирие с защитниками, получив с них обещание сдать крепость через 60 дней, если Дарий III не придёт к ним на помощь. Александр пробыл у Келен десять дней, назначил сатрапом Фригии Антигона, сына Филиппа. Стратегом греческих союзников после Антигона назначил Балакра, сына Аминты. Александр оставил полторы тысячи войска сторожить Келены. Далее Александр отправился к Гордиону. По истечении назначенного срока защитники сдали крепость.

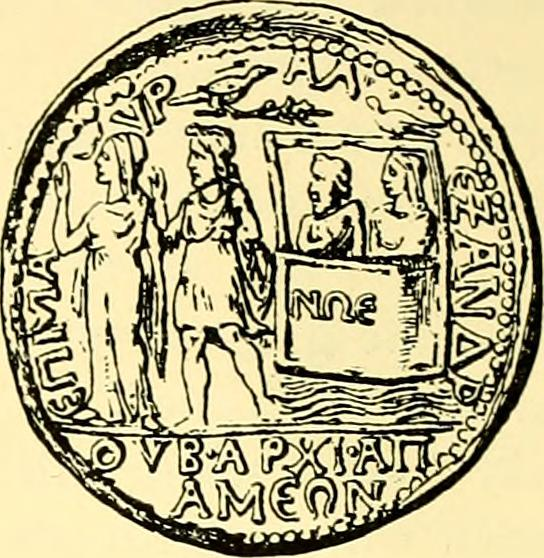
Ной на монете Апамеи

Келены были столицей сатрапии Антигона до 301 года до н. э. Плутарх указывает, что диадох Эвмен провёл зиму 320/319 года в Келенах, а Антигон во Фригии, и зимой в Келенах состоялась встреча бывших командиров Пердикки (Алкеты и других). Затем Эвмен покинул Келены и стал лагерем в Каппадокии.
Южнее Келен царь государства Селевкидов (281—261 до н. э.) Антиох I Сотер построил город Апамея (лат. Apamea, др.-греч. Ἀπάμεια), названный в честь матери Апамы, во времена римского владычества значительный торговый город. В Апамею Антиох I Сотер переселил жителей Келен.
На бронзовых монетах, отчеканенных в Апамее при Септимии Севере (193—211), Макрине (217—218) и Филиппе I Арабе (244—249), на реверсе изображен Ной со своей женой в Ноевом ковчеге, здесь же имеется надпись «Ной» (др.-греч. Νώε). Отсюда название «Киботос» (др.-греч. κιβωτός — кивот, ковчег). Согласно еврейскому преданию, вероятно, происходившему от названия Кибот, который носил город Апамея, и приведенному в «Сивиллиных книгах», гора Арарат, на которой остановился Ноев ковчег, находилась во Фригии в районе города Келены у истока реки Марсий.
С 2008 года проводятся раскопки Келен и Апамеи археологической экспедицией под руководством Аскольда Иванчика совместно с Латифе Зуммерер (Мюнхенский университет) и Александром фон Кинлином (Цюрихский университет).